# 段ボール肉まん

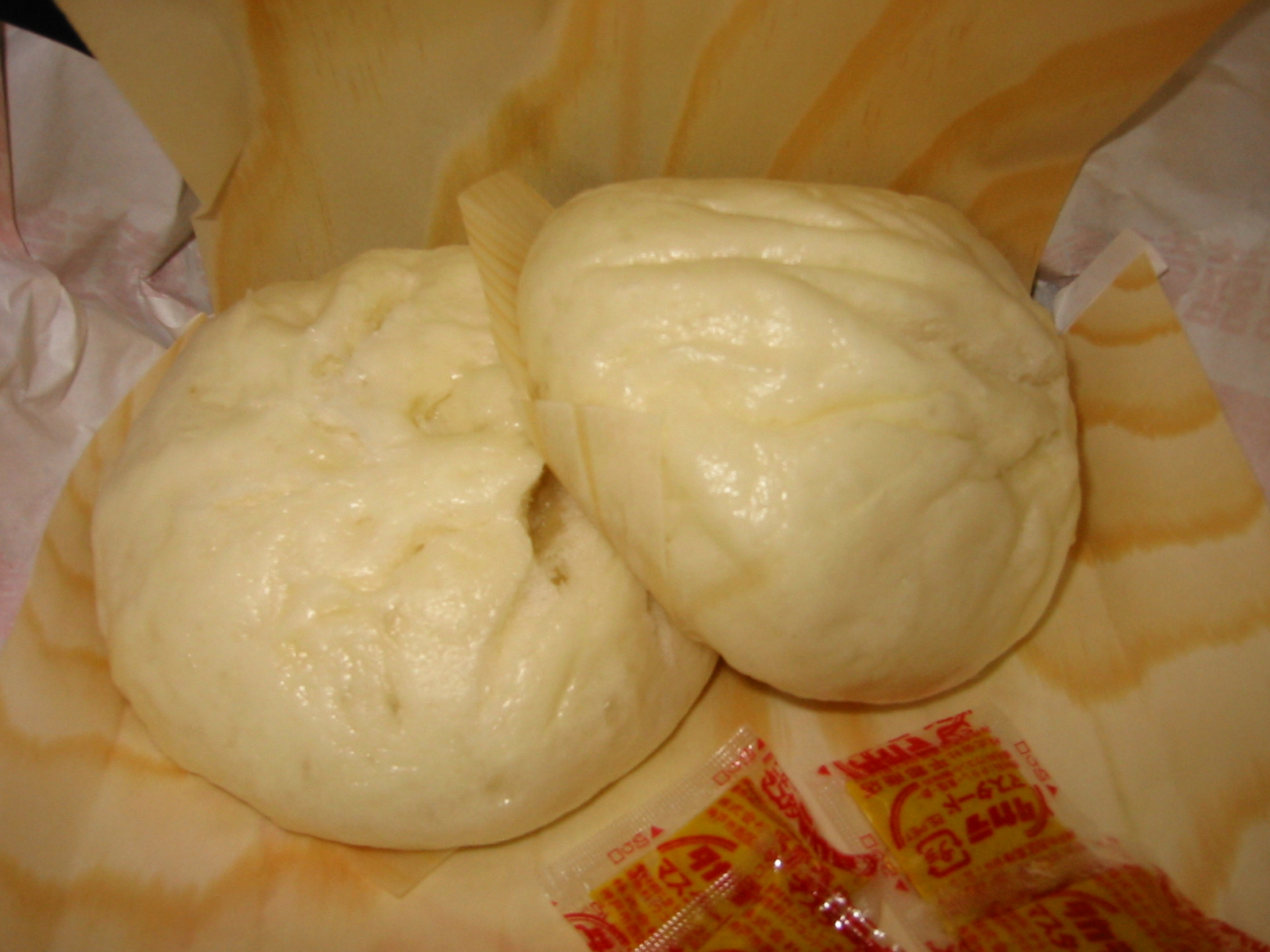
一般的な肉まん

段ボール肉まん（だんボールにくまん）は、中華人民共和国・北京市で、製造・販売されていたと2007年7月ごろに報道された肉まん（包子）である。

## 事件報道

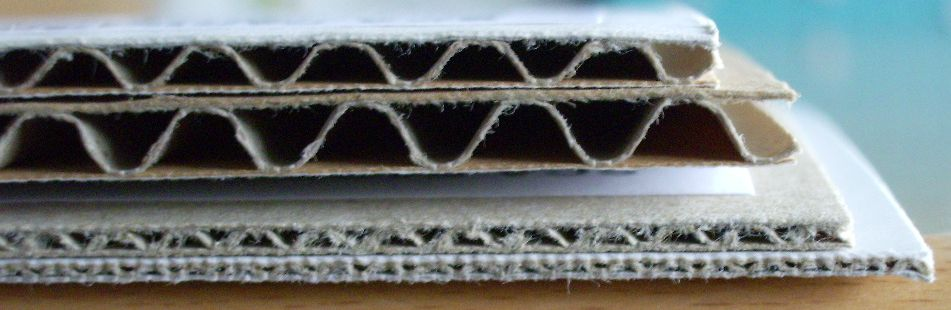
ダンボール

2007年7月12日付けの中国の新聞各紙が「北京市の露店で、肉まんの材料に本来使われるひき肉とともに段ボールを混入させた『偽装肉まん』が発売された」と報道。これは、使われなくなった段ボールを苛性ソーダ（水酸化ナトリウム）に浸した水で脱色して紙をボロボロにし、それとひき肉を6:4の割合で混ぜ合わせたとされている。しかも、豚肉の香料を加えて、本物と見分けが付かないように製造されたと報じた。
この報道の発端は、地元の北京テレビの情報番組『透明度』で7月8日に報道された潜入取材だった。経営者が「本物の肉まんの数分の1程度のコストで製造でき、1日1000元の儲けを得た」と説明。また地元当局の調査によると、この露店は無許可営業をしていた。
その後、北京市内の露店を抜き打ち調査したところ、他の露店ではそれらしいものが発売されているところがなく、また問題の露店の経営者は逃亡したという報道がなされた。

## テレビ局の主張
7月18日、中国のウェブサイト「千龍網」で、この段ボール肉まんは北京テレビのスタッフが、出稼ぎ労働者らに金を払い作るように指示を出した、いわゆるやらせ撮影であったと同テレビ局関係者が主張し、謝罪した。その後7月20日、北京市内の当局は、やらせを行ったとされた臨時スタッフを司法処分とするほか、その番組に携わった3人の責任者に対しても免職等の処分を行った。
8月12日、「偽造肉まん」ビデオを作成してテレビ局に持ち込んだ臨時スタッフの被告に対し、北京市第2中級人民法院が懲役1年と罰金1000元の有罪判決を言い渡した。
しかし、捜査過程で市民から「ギョーザに紙が入っていた」などという通報も相次いでおり、中国側の「やらせであったという報道」が事実を隠すための「虚偽報道」ではないか、とする見方もある。疑惑の原因は、事件のあった建物を即刻立ち入り禁止にしてから、海外メディアに満足な取材もさせないうちに取り壊すという行為にもある。また、新華社電によれば現地の市民も同様の疑いを持っているという。
なお、報じた1局であるNHKは未だに訂正報道をしておらず、仮に捏造が真実であった場合、BPOの「放送倫理検証委員会」で問題になる可能性がある。

## 影響
日本テレビ系列で放送されていたバラエティ番組『オジサンズ11』にお笑いコンビ麒麟の田村裕が出演した際、彼の段ボールを食べて空腹を紛らわしていたというエピソードを聞いたフリーアナウンサーの鈴木史朗が、「終戦後間もない頃に一度段ボールが入った肉まんを食べたことがあった」と告白した。
2007年7月13日に、日本テレビ系情報番組『スッキリ!!』は料理研究家を交えて実際に段ボール肉まんを調理し（ただし苛性ソーダは不使用）、司会の加藤浩次が試食した。その後7月19日の同番組でやらせであったと聞かされた加藤は、（虚報を真に受けて変な食べ物の試食をさせられたことについて）「末端の被害者は俺らじゃないですか！」と文句を言った。
東京都内の食品会社がこの事件をパロディに、秋葉原に半年限定で出店した店舗でダンボール肉まんを売り出した。販売員は東側諸国風の軍服をアレンジしたものを着用している。ただし、ダンボールは具材として使用せず、箱材として使用している。食品会社の広報担当者は「食品偽装事件が相次ぐ中で、当社なりに偽装という問題についてメッセージを発しようと考えた」との趣旨のコメントを行った。